# Tillobroma punctipennis
Tillobroma punctipennis là một loài ruồi trong họ Asilidae. Tillobroma punctipennis được Philippi miêu tả năm 1865.